# Schradera brevipes
Schradera brevipes är en måreväxtart som beskrevs av Julian Alfred Steyermark. Schradera brevipes ingår i släktet Schradera och familjen måreväxter. Inga underarter finns listade i Catalogue of Life.